# USS S-42 (SS-153)
USS S-42 (SS-153) – amerykański okręt podwodny z okresu międzywojennego zbudowany w stoczni Quincy Shipbuilding według projektu EB73F stoczni Electric Boat, jednostka prototypowa okrętów swojego typu, stanowiącego powiększoną wersję okrętów typu S-1.